# Mårdsjö, Ragunda kommun
Mårdsjö är en ort i Stuguns distrikt (Stuguns socken) i Ragunda kommun i Jämtlands län belägen nordost om Mårdsjön. Orten klassades av SCB som småort 1990.